# Mundys
Die Mundys S.p.A. (bis 2023 Atlantia S.p.A., ursprünglich Autostrade S.p.A.) ist ein italienischer Infrastrukturbetreiber mit Sitz in Rom. Nach dem Verkauf des Tochterunternehmens ASPI betreibt Mundys Straßen außerhalb Italiens (in Argentinien, Brasilien, Chile, Frankreich, Indien, Spanien, Polen und Puerto Rico) und Flughäfen direkt (in Frankreich, u. a. Nizza) und über die Tochter Aeroporti di Roma (die Flughäfen Fiumicino und Ciampino in Rom).

## Unternehmensgeschichte

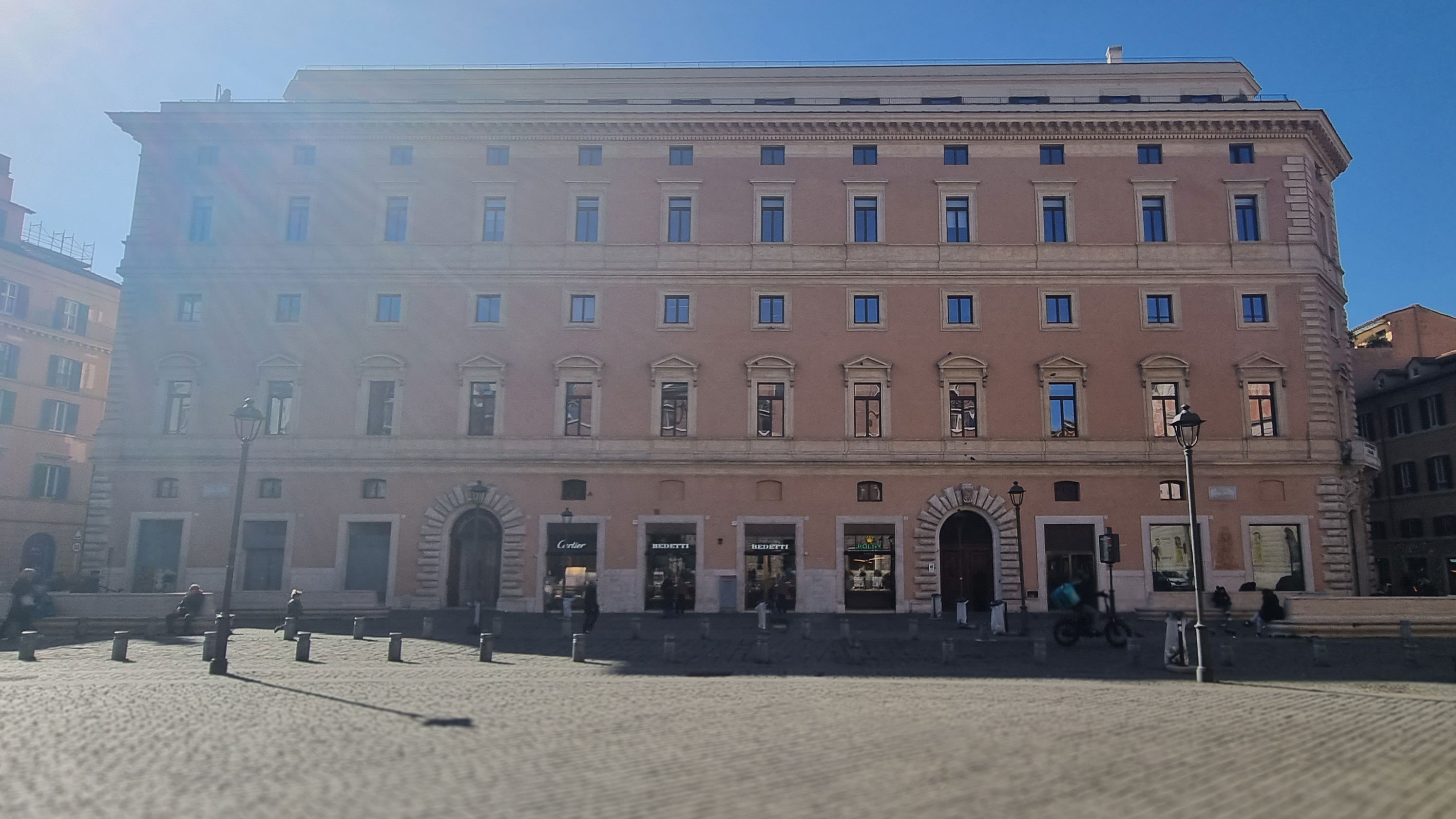
Unternehmenssitz von Mundys in Rom (2016)

### Società Concessioni e Costruzioni Autostrade
Das Unternehmen wurde unter dem Namen Società Concessioni e Costruzioni Autostrade p.A. 1950 durch die staatliche Holding Istituto per la Ricostruzione Industriale (IRI) zum Bau der A1 Autostrade del Sole, die 1964 fertiggestellt wurde, gegründet. In den 1960er Jahren erwarb das Unternehmen weitere Konzessionen und hält heute einen Großteil des aktuellen Autobahnnetzes in Italien. 1987 erfolgte der Gang an die Börse von Mailand und es erfolgte eine schrittweise Internationalisierung mit Beteiligungen an internationalen Straßenbauprojekten und der Teilnahme an Privatisierungen. 1999 wurde das Unternehmen vollständig privatisiert; die Benetton Group ist ihr bedeutendster Aktionär. 2003 wurde das italienische Konzessionsgeschäft in ein neues Tochterunternehmen, Autostrade per l’Italia, ausgegliedert.

### Atlantia
Im Mai 2007 beschloss der Vorstand die Umbenennung der „Autostrade S.p.A.“ in „Atlantia“.
Im März 2013 kündigte Atlantia die Übernahme der Beteiligungsgesellschaft Gemina mittels eines bis Mai 2013 erfolgenden Aktientausches im Wert von 2 Milliarden Euro an. Gemina ist unter anderem in Lateinamerika aktiv und Eigentümer der Gesellschaft Aeroporti di Roma, die die römischen Flughäfen Fiumicino und Ciampino betreibt. Atlantia betrieb zu dieser Zeit bereits unter anderem rund 1800 Kilometer Mautautobahnen in Brasilien und Chile und erhoffte sich von der Übernahme weitere Konzessionen in Lateinamerika.
Bereits 2006 plante Atlantia (damals noch unter dem Namen Autostrade) eine Fusion mit dem spanischen Konkurrenten und Autobahnbetreiber Abertis; diese kam damals aber wegen politischer Opposition in Italien nicht zustande und wurde aufgegeben. 2017 lancierte Atlantia erneut ein Angebot für Abertis; die Übernahmepläne wurden durch ein Gegenangebot des spanischen Baukonzerns ACS und dessen deutscher Tochter Hochtief durchkreuzt. Im März 2018 wurde die gemeinschaftliche Übernahme durch ein Konsortium aus Atlantia, dem spanischen Baukonzern ACS und Hochtief vereinbart, um einen Bieterwettbewerb zu vermeiden. Nach der Übernahme sollte die Atlantia 50 % plus eine Aktie an Abertis halten, 20 % sollten von Hochtief erworben werden, die restlichen knapp 30 % von der ACS; gleichzeitig sollte Atlantia einen 25 %-Anteil an Hochtief erwerben.
Ebenfalls im März 2018 erwarb Atlantia 15,49 % der Aktien der Getlink, die den Eurotunnel unter dem Ärmelkanal betreibt, für eine Milliarde Euro.
Am 14. August 2018 stürzte in Genua ein Teilstück des Polcevera-Viadukts ein, wodurch 43 Menschen starben. Matteo Salvini, damals Innenminister Italiens (Kabinett Conte I), fragte öffentlich, wie viel Prozent seiner Einnahmen Autostrade für die Instandhaltung oder Instandsetzung seines Straßennetzes investiere. Der Aktienkurs von Atlantia fiel am Tag nach dem Einsturz der Brücke um 22 Prozent und wurde zeitweise vom Börsenhandel ausgesetzt, nachdem Politiker einen Konzessionsentzug wegen mangelnder Instandhaltung befürwortet oder gefordert hatten. Atlantia erklärte kurz nach dem Unglück, alle Wartungen seien vertragsgemäß durchgeführt worden; es kündigte an, man werde Entlastungsstraßen bauen, weitere Hilfsmaßnahmen in Höhe von 500 Mio. Euro leisten und binnen acht Monaten eine neue Stahlbrücke errichten, sobald die nötigen Zulassungen vorlägen. Kurz darauf kündigte Innenminister Salvini an, Autostrade die Konzession für ihr gesamtes italienisches Netz entziehen zu wollen.
Im November 2019 wurde bekannt, dass Atlantia seit 2014 wusste, dass die Brücke einsturzgefährdet war.
Zum Abbau eigener Schulden trennte sich Atlantia 2019 von einem Drittel seiner Hochtief-Aktien. Atlantia versuchte seit längerem, der italienischen Staatsbank Cassa Depositi e Prestiti Anteile am Autobahnbetreiber Autostrade per l’Italia (Aspi) zu verkaufen. Im Juni 2021 begann die Übernahme der Aspi durch die neu formierte Holding Reti Autostradali (HRA).

### Mundys
Am 14. März 2023 erfolgte eine weitere Umbenennung, diesmal von „Atlantia“ in „Mundys“. Denn der Name „Atlantia“ war zu sehr mit dem Einsturz des Polcevera-Viadukts verbunden. Die Umbenennung in „Mundys“ sollte dazu dienen, „ein neues Kapitel aufzuschlagen“.

## Anteilseigener
(Stand: Juni 2025)
| Anteil  | Anteilseigner                           |
| ------- | --------------------------------------- |
| 57,00 % | Edizione S.p.A. (Familie Benetton)      |
| 37,80 % | Blackstone Group                        |
| 5,20 %  | Fondazione Cassa di Risparmio di Torino |